# Breg, Sevnica
Breg je naselje v Občini Sevnica.